# Masahito de Hitachi
El Príncep Masahito de Hitachi (常陸宮正仁, Hitachi no Miya Masahito) és un Príncep de la dinastia Yamato, germà menor de l'Emperador Akihito i fill de l'Emperador Showa i l'Emperadriu Kōjun. Com a tal, el Príncep Hitachi és el tercer en la línia de successió de l'Emperador del Japó després dels Prínceps Fumihito d'Akishino i Hisahito d'Akishino, ambdós nebots seus. Des de 1964 rep el títol de Príncep Hitachi i és el cap d'aquesta branca de la Família Imperial. El seu principal paper públic com a Príncep Hitachi és el d'enviat en nom de la Família Imperials a esdeveniments a l'estranger així com la intervenció en actes caritatius, filantròpics i contra el càncer. El seu tractament és el de "Sa Altessa Imperial el Príncep Hitachi".

## Biografia
El Príncep Hitachi va nàixer el 28 de novembre de 1935 al Palau Imperial de Tòquio amb el nom personal de Masahito i el títol de Príncep Yoshi. Va rebre l'educació primària i secundària al Gakushūin, l'escola de la noblesa.

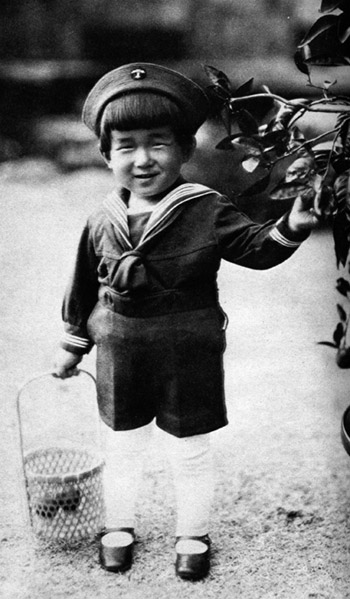
El petit Masahito el 1939.

A finals de 1944 el Ministeri de la Casa Imperial va evacuar al Príncep Yoshi i al seu germà, el Príncep hereu a Nikkō per tal de fugir del bombardeig nord-americà a Tòquio. Després de la guerra, des de 1947 a 1950 va tindre com a tutora a Elizabeth Gray Vining juntament amb els seus germans, la qual els ensenyà la llengua anglesa.
El Príncep Yoshi es va graduar en química a la Universitat Gakushūin l'any 1958. Posteriorment realitzaria un postgrau a la facultat de ciències de la Universitat de Tòquio. El 30 de setembre de 1964, el Príncep es casà amb Hanako Tsugaru, descendent dels senyors feudals del domini de Tsugaru, a la prefectura d'Aomori. L'endemà, el seu pare l'Emperador Showa li atorgà el títol de Príncep Hitachi i l'autorització per a iniciar una nova bramca de la família imperial, la casa Hitachi. El 1969 es va convertir en investigador associat de la fundació japonesa per a la investigació del càncer, especialitzant-se en la divisió d'investigació cel·lular. Els resultats de les seues investigacions han estat publicats a revistes de la matèria tant japoneses com nord-americanes.
El 1997 el Príncep Hitachi va rebre un doctorat honoris causa per la Universitat George Washington dels EUA i, el 2001 també va rebre un altre per la Universitat de Minnesota. El març de 1999 va esdevindre membre honoràri de l'associació alemanya per a la investigació del càncer en reconeixement de les aportacions del Príncep a la matèria amb les seues investigacions. Els prínceps Hitachi viuen actualment a un palau al barri de Higashi al districte de Shibuya, Tòquio. Com que el Príncep Hitachi no ha tingut cap fill, no hi haurà successió a la branca de Hitachi i aquesta casa desapareixerà a la mort del Príncep i la Princesa.

## Condecoracions i honors

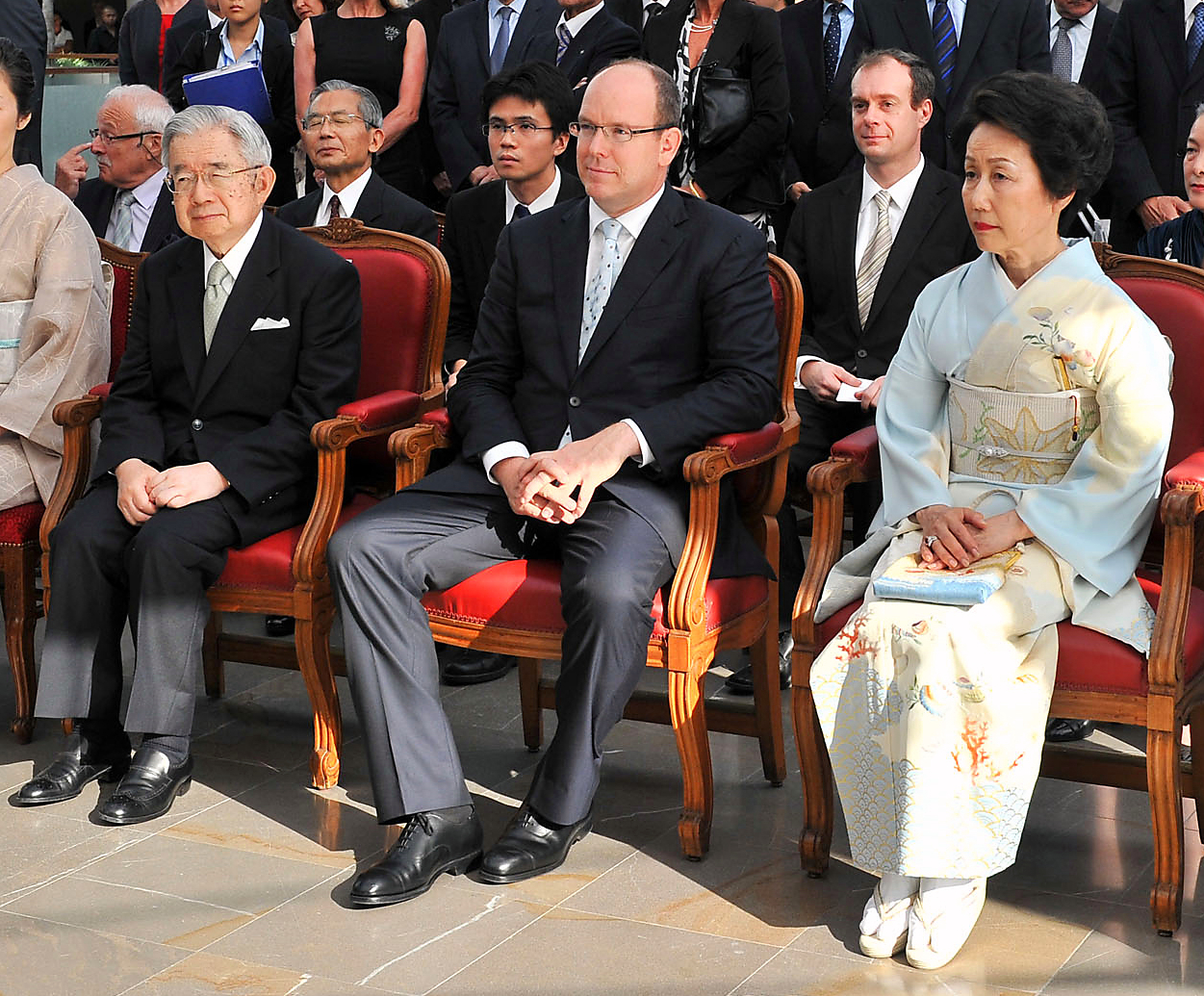
Masahito, el príncep Albert II i la princesa Hanako.

### Condecoracions
- Gran Cordó de l'Orde del Crisantem.
- Cavaller de l'Orde de l'Elefant (28-9-1965).[3]
- Gran Creu de l'Orde al Mèrit de la República Italiana (22-11-1965).[4]
- Membre de l'Orde d'Ojaswi Rajanya (19-4-1960).[5]

### Càrrecs honoràris
- Membre del Consell de la Casa Imperial.
- President de la Societat Japonesa per a la Preservació dels Ocells.
- President de la Societat Japonesa d'Infants Invàlids.
- President de l'Institut japonès de l'innovació i l'invenció.
- President de la Societat Japó-Dinamarca.
- President de la fundació Seda Dainippon.
- President de la Societat japonesa per a la rehabilitació de persones invàlides.
- President de l'Associació d'Art del Japó.
- President de la societat del park zoològic de Tòquio.
- President de la Maison Franco-Japonaise.
- President de la fundació d'investigació del càncer Princesa Takamatsu.
- President Honorari de la Societat Japó-Suècia.
- President Honorari de la Societat Japó-Bèlgica.
- President Honorari de la Fundació Japonesa per a la Investigació del Càncer.
- President Honorari de la Association Pasteur Japon
- Vicepresident Honorari de la Creu roja japonesa.